# Jámbor Nándor (politikus)
Jámbor Nándor (1971–) politikus, Jobbik-os országgyűlési képviselő 2011 és 2014 között, a Békés megyei területi listáról jutott be. A 2014-es választásokon az Orosházi (Békés megyei 6. sz.) és Mezőkovácsházai (Békés megyei 7. sz.) országgyűlési egyéni választókerületek egyesítéséből létrehozott új, Békés megyei 4. sz. országgyűlési egyéni választókerület képviselőjelöltje Jobbik színekben. Harmadik helyen végzett, ezzel nem jutott be az Országgyűlésbe.

## Pályafutása
1989-1991 között Németországban dolgozott, majd 1991-ben visszaköltözött Békés megyébe, ahol alkalmi munkákból, különböző cégeknél tartotta el magát. 2003-ban megalapította a NafMetál Bt-t (ma már NAF-Metal Kft.). 2007-ben érettségit szerzett Tótkomlóson, a Jankó János Általános Iskola és Gimnáziumban.

### Politikusként
2003-ban belépett a Jobbik Magyarországért Mozgalom orosházi szervezetébe, amelynek hamarosan orosházi pártalelnöke lett. 2006-ban indult először az orosházi önkormányzati választásokon a Jobbik színeiben. Az orosházi 3. számú választókerületben 1,2 százalékot szerzett. A megyei közgyűlési választásokon a Jobbik listáján indult, 7. helyen. 2009-ben a Jobbik Békés megyei alelnöke lett. A 2010 áprilisában sorra kerülő országgyűlési választáson az Békés megyei 6. sz. országgyűlési egyéni választókerület mandátumáért jelölték. A verseny már az első fordulóban eldőlt a konzervatív Dancsó József javára, azonban csak néhány szavazattal szorult a baloldali jelölt mögé, a harmadik (19,5%) helyre. A Békés megyei listán 4., az országos listán pedig 85. helyen indult.
2010. október 3-án indult Orosháza polgármesteri székéért, a szavazatok 10,5 százalékát szerezte meg. Választókerületében (Orosháza 3. választókerülete) 12,5 százalékos támogatottságot ért el, de nem ő nyert a választókerületben. Kompenzációs listáról azonban önkormányzati mandátumot szerzett, hiszen a Jobbik orosházi listavezetőjeként indult az önkormányzati választásokon, a Békés Megyei Közgyűlésbe pedig a Jobbik listájáról jutott be, ahol harmadik helyen szerepelt. Utóbbiban a pénzügyi bizottság alelnökeként, valamint a közbeszerzési bizottság tagjaként kezdett dolgozni.
2011. május 11-én országgyűlési képviselő lett, miután Samu Tamás Gergő lemondott büntetőjogi elmozdítása miatt. Mandátumát június 2-án vette át Békéscsabán, majd 6-án tette le esküjét. A Jobbik frakció a külügyi bizottságba delegálta. 2011. június 20-án elhangzott első parlamenti felszólalásában a nemzeti erőforrás minisztériumi államtitkárának feltett kérdésében a korkedvezményes, illetve rokkantnyugdíjak felülvizsgálata által mozgósítandó munkaerő elhelyezésével kapcsolatban adott hangot kétségeinek. Indult a 2014-es országgyűlési választásokon a Békés megyei 4. sz. OEVK-ban a Jobbik jelöltjeként. Végül harmadik helyet ért el, a választókerület képviselője pedig Simonka György (Fidesz–KDNP) lett. 
Jelenleg a Jobbik orosházi alelnökeként tevékenykedik.